# Kaspian
Kaspian, znany pod imieniem Kaspian X Żeglarz – postać fikcyjna, król Narnii. Z pochodzenia Telmar. Syn Kaspiana IX, bratanek Miraza uzurpatora tronu Narnii. W serii C.S. Lewisa Opowieści z Narnii występuje czterokrotnie: w Księciu Kaspianie, Podróży „Wędrowca do Świtu”, Srebrnym krześle i Ostatniej bitwie.

## Książę Kaspian
Kaspian wychowuje się na dworze swojego wuja Miraza. Codziennie przed snem niania opowiada mu o „Starej Narnii”, co chłopiec bardzo lubi. Gdy Miraz się o tym dowiaduje wyrzuca nianię z pałacu i na jej miejsce przysyła Kaspianowi opiekuna. Jednak nawet ten opowiada mu o Narnii. Pewnego dnia Kaspian ucieka z pałacu, gdy dowiaduje się o narodzinach syna Miraza, bowiem teraz wuj będzie chciał go zabić. Ucieka i po drodze spotyka Starych Narnijczyków. Od tej pory zbiera armię przeciw Mirazowi. Dochodzi do wielu bitew, jednak to oddziały Kaspiana ponoszą większe straty. Kaspian wzywa na pomoc, za pomocą magicznego rogu Piotra, Edmunda, Zuzannę i Łucję. Z pomocą czwórki rodzeństwa i Aslana pokonuje Miraza i zostaje królem - Kaspianem X.

## Podróż „Wędrowca do Świtu”
Kaspian wypływa w morze w celu odnalezienia siedmiu baronów, którzy wypłynęli na morze. Za pomocą magicznego obrazu na jego statek trafiają Edmund, Łucja i ich kuzyn Eustachy. Na Samotnych Wyspach zostają porwani przez piratów Glina, jednak Kaspiana ratuje baron Bern, którego Kaspian potem mianuje księciem na Samotnych Wyspach. Kaspian uwalnia resztę przyjaciół, doprowadza do zaniku niewolnictwa na wyspach i rusza dalej. Po powrocie Edmunda, Łucji i Eustachego do ich świata Kaspian bierze za żonę córę Ramandu (w filmie ma na imię Lilliandil).

## Srebrne krzesło
Kaspian jest już stary. Jego syn zaginął, więc nie wiadomo, kto zostanie następcą tronu. Pewnego dnia, gdy Kaspian wraca z wyprawy dowiaduje się, że jego potomek odnalazł się i czeka na niego w pałacu. Po powrocie i rozmowie z synem, król umiera. Aslan przenosi go na 5 minut (ziemskiego czasu) do naszego świata, gdzie Kaspian pomaga Julii i Eustachemu walczyć z gangiem znęcającym się nad słabszymi.

## Ostatnia bitwa
Tam czytamy o Królu Kaspianie X Żeglarzu Cesarzu Samotnych Wysp w momencie, gdy wszyscy 'przyjaciele' Narnii wchodzą do „Krainy Aslana”. Występuje tam wtedy z synem Rillianem, oraz ukochaną żoną.

## Kaspian w filmie
W ekranizacji Księcia Kaspiana z 2008 roku tytułową rolę zagrał Brytyjczyk Ben Barnes, który ponownie wcielił się w postać Kaspiana w ekranizacji Podróży „Wędrowca do Świtu”, która weszła na ekrany 25 grudnia 2010 roku.